# Женская сборная Египта по волейболу
Женская национальная сборная Египта по волейболу (араб. فريق الكرة الطائرة مصر القومي للمرأة‎) — представляет Египет на международных волейбольных соревнованиях. Управляющей организацией выступает Египетская федерация волейбола (FEVB).

## История
В 1947 году Египет стал одним из соучредителей Международной федерации волейбола и до 1955 оставался единственной африканской страной-членом этой организации. Во многом именно Египет являлся пионером в развитии этого вида спорта в Африке, в частности женской его составляющей. Чемпионат Египта среди женщин, проводимый с 1962 года, стал вторым подобным национальным соревнованием в Африке после первенства Туниса. Именно Египет в августе 1976 принял первый женский чемпионат «чёрного континента». Уверенную победу в нём одержали хозяйки соревнований, переиграв в последний день турнира со счётом 3:1 своих главных соперниц — тунисских волейболисток.
На дебютный для женских сборных волейбольный турнир в рамках III Всеафриканских игр, проходивших в 1978 в Алжире, сборная Египта приехала в ранге одного из фаворитов, но, выйдя в плей-офф, команда вынуждена была сняться с соревнований из-за отъезда с Игр всей спортивной делегации страны,
Все последующие годы женская сборная Египта неизменно входит в число сильнейших национальных команд Африки. Волейболистки страны по три раза выигрывали золотые и серебряные и 4 раза бронзовые медали континентальных чемпионатов, дважды побеждали и 5 раз становились призёрами Всеафриканских игр.
На мировую арену женская национальная сборная страны впервые вышла в 1990 году, когда стала участницей чемпионата мира, прошедшего в Китае. Учитывая уровень женского африканского волейбола вполне закономерным стал и итог выступления на том турнире волейболисток Египта — последнее (16-е) место при 6 поражениях с одинаковым счётом 0:3. При этом в 6 проведённых матчах египтянки смогли набрать лишь 39 игровых очков, т.е. в среднем по 6—7 за встречу.
Впоследствии сборная Египта ещё дважды выходила в финальную часть чемпионатов мира (в 2002 и 2006) и дважды становилась участницей розыгрышей Кубка мира (в 1995 и 2003), но так и не сумела выиграть в проведённых на этих турнирах 32 матчах даже ни одной партии.
В феврале—марте 2014 года в Алжире прошёл один из групповых турниров финального раунда африканской квалификации чемпионата мира 2014. Разыгрывалась одна путёвка на мировое первенство. До последнего тура лидерство удерживала сборная Египта, но проиграв хозяйкам соревнований — сборной Алжира — в упорнейшей борьбе 2:3 египетские волейболистки пропустили вперёд себя национальную команду Камеруна, которую обыграли на старте турнира.
В феврале 2016 года в столице Камеруна Яунде проходил африканский олимпийский отборочный турнир и на нём египетские волейболистки дошли до финала, неожиданно обыграв в полуфинале в пяти сетах лидера женского африканского волейбола сборную Кении. В финальном же матче команда Египта в матче против сборной Камеруна после трёх партий вела в счёте 2:1, но всё же проиграла 2:3, уступив хозяйкам турнира единственную олимпийскую путёвку. Тем не менее египетские волейболистки в качестве серебряных призёров африканской квалификации получили дальнейшую возможность бороться за попадание на Олимпиаду-2016 в интерконтинентальном отборочном турнире, но вскоре было объявлено об отказе от дальнейшего участия в олимпийском отборе.
2020-е годы характеризуются возвращением сборной Египта в число лидеров африканского женского волейбола. В 2023 команда стала 2-й на чемпионате Африки, уступив в финале Кении 0:3, а в 2024 на Африканских играх во 2-й раз в своей истории вышла победителем волейбольного турнира этих мультиспортивных игр «чёрного континента», переиграв в полуфинале в пяти партиях Кению, а в финале Тунис со счётом 3:0.

## Результаты выступлений и составы

### Олимпийские игры
| - 1964 — не участвовала - 1968 — не участвовала - 1972 — не участвовала - 1976 — не участвовала - 1980 — не участвовала - 1984 — не участвовала - 1988 — не участвовала - 1992 — не квалифицировалась | - 1996 — не квалифицировалась - 2000 — не участвовала - 2004 — не квалифицировалась - 2008 — не участвовала - 2012 — не квалифицировалась - 2016 — не квалифицировалась - 2020 — не квалифицировалась - 2024 — не участвовала |

### Чемпионаты мира
| - 1952 — не участвовала - 1956 — не участвовала - 1960 — не участвовала - 1962 — не участвовала - 1967 — не участвовала - 1970 — не участвовала - 1974 — не участвовала - 1978 — отказ от участия - 1982 — не участвовала - 1986 — не квалифицировалась | - 1990 — 16-е место - 1994 — не участвовала - 1998 — не квалифицировалась - 2002 — 21—24-е место - 2006 — 21—24-е место - 2010 — не квалифицировалась - 2014 — не квалифицировалась - 2018 — не квалифицировалась - 2022 — не квалифицировалась - 2025 — |

- 2002: Шерихан Самех, Амина эль-Салам, Мираль Абделькадер, Нагва Фуад эль-Масри, Самар Эбейд, Раша эль-Саед, Инги Хамди эль-Шами, Тахани Тосон, Сара Талаат, Хеба Раби, Нуран эль-Магхаури Шараф, Мона Бадави. Тренер — Хешам Бадрави.
- 2006: Шерихан Абдель Фаттах (Самех), Менна Мохамед, Мираль Абделькадер, Самар Эбейд, Дина Юсеф, Йосра Селим, Инги Хамди эль-Шами, Сара Талаат Али, Марва Абдель Разек, Нагар Магед, Мона Бадави, Нада Насеф. Тренер — Леон Мартинес.

### Кубок мира
| - 1973 — не участвовала - 1977 — не участвовала - 1981 — не участвовала - 1985 — не участвовала - 1989 — не участвовала - 1991 — не участвовала | - 1995 — 12-е место - 1999 — не участвовала - 2003 — 12-е место - 2007 — не участвовала - 2011 — не участвовала - 2015 — не участвовала |

- 1995: Сюзан Салех, Мариам Махмуд, Мона Абдель Карим, Йосра Шагия, Надя Сари, Нахед Бадави, Нагла Фавзи, Несрин Нурельдин, Тахани Тосон, Азза Таха, Дена Гуда, Немат Бадави. Тренер — Рауф Абделькадер.
- 2003: Шерихан Абдель Фаттах (Самех), Нагва Фуад эль-Масри, Эман Мохамед эль-Насири, Дина Юсеф, Йосра Селим, Инги Хамди эль-Шами, Тахани Тосон, Сара Талаат Али, Мона Бадави, Ноха Махмуд Эйд, Нуран эль-Магхаури Шараф, Немат Бадави. Тренер — Хешам Бадрави.

### Чемпионат Африки
| - 1976 — 1-е место - 1985 — 2-е место - 1987 — 3-е место - 1989 — 1-е место - 1991 — 2-е место - 1993 — 2-е место - 1995 — не участвовала - 1997 — не участвовала - 1999 — не участвовала - 2001 — не участвовала - 2003 — 1-е место | - 2005 — 3-е место - 2007 — 4-е место - 2009 — не участвовала - 2011 — 3-е место - 2013 — 5-е место - 2015 — не участвовала - 2017 — 3-е место - 2019 — 4-е место - 2021 — не участвовала - 2023 — 2-е место |

- 2017: Айя эль-Шами, Нехаль Ахмед Гамаль, Нада Корра, Майя Ахмед, Мариам Ахмед Мустафа, Нахла Абдельфаттах Самех, Шорук Махмуд Фоад, Рахма аль-Аскалани, Нуралла Амин, Доаа эль-Гобаши, Маяр Мохамед, Айя Ахмед Халид, Дана Эмам. Тренер — Мохаммед Магед.

### Африканские игры
| - 1978 — не финишировала - 1987 — 1-е место - 1991 — 2-е место - 1995 — 2-е место - 1999 — 2-е место - 2003 — 2-е место | - 2007 — 9—10-е место - 2011 — не квалифицировалась - 2015 — 3-е место - 2019 — не участвовала - 2024 — 1-е место |

- 2003: Шерехан Абделькадер, Наваль Хегази, Мираль Абделькадер, Нагва Фуад эль-Масри, Дина Юсеф, Йосра Селим, Инги Хамди эль-Шами, Тахани Тосон, Сара Талаат Али, Мона Бадави, Нуран эль-Магхаури Шараф, Немат Бадави. Тренер — Хешам Бадрави.
- 2024: Нада Валид, Мариам Бакр Табет, Майя Ахмед Мамдух, Сабин Хасан, Сара Амин Ханафи, Токаалла Иса Медхат, Май Абдельмаджид Газаль, Айя Халид, Дана Шавки, Мариам Метвалли, Айя Эльнади, Далия Моршеди. Тренер — Эмад Навар.

### Средиземноморские игры
- 1975 — 4-е место.
- 1979 — 6-е место.
- 1991 — 7-е место.
- 2022 — 6-е место.

### Арабские игры
- 1-е место — 1992, 1997, 1999, 2011.

### Чемпионат Арабских стран
- 1-е место — 1982, 1988, 1995.

## Состав
Сборная Египта на Африканских играх 2024.
| №  | Имя, фамилия            | Год рождения | Рост | Амплуа      | Клуб                   |
| -- | ----------------------- | ------------ | ---- | ----------- | ---------------------- |
| 2  | Нада Валид              | 2000         | 166  | либеро      | «Аль-Ахли» Каир        |
| 5  | Мариам Бакр Табет       | 2003         | 177  | связующая   | «Вади-Дегла» Маади     |
| 6  | Майя Ахмед Мамдух       | 1998         | 180  | нападающая  | «Замалек» Эль-Гиза     |
| 8  | Сабин Хасан             | 2002         | 173  | нападающая  | «Замалек» Эль-Гиза     |
| 11 | Сара Амин Ханафи        | 1997         | 178  | нападающая  | «Аль-Ахли» Каир        |
| 12 | Токаалла Иса Медхат     | 2004         | 180  | нападающая  | «Эль-Шамс» Каир        |
| 14 | Май Абдельмаджид-Газаль | 2003         | 180  | центральная | «Аль-Ахли» Каир        |
| 17 | Айя Халид               | 1996         | 183  | центральная | «Аль-Ахли» Каир        |
| 18 | Дана Шавки              | 2000         | 181  | связующая   | «Замалек» Эль-Гиза     |
| 20 | Мариам Метвалли         | 1999         | 187  | центральная | «Замалек» Эль-Гиза     |
| 21 | Айя Эльнади             | 2002         | 173  | нападающая  | Канзасский университет |
| 22 | Далия Моршеди           | 2001         | 182  | центральная | «Замалек» Эль-Гиза     |

- Главный тренер — Эмад Навар.
- Тренер — Сайед Таха.